# Пластинчатые грибы
Пластинчатые грибы — группа базидиальных высших грибов с пластинчатым гименофором. Наряду с трубчатыми грибами, это наиболее известная группа грибов, собираемых человеком.
Раньше все пластинчатые грибы объединяли в одно семейство агариковых; позднее многие роды классифицировали в семейства, и тогда их разнесли по другим порядкам.

## Внешний вид
У большинства пластинчатых грибов плодовые тела однолетние, мясистые, реже кожистые, выросты гименофора расположены на нижней стороне шляпки, радиально, в виде пластинок, несущих спороносный слой.